# Чир
Чир, или щё́кур (лат. Coregonus nasus) — пресноводная рыба из рода сигов. Размером достигает 0,8 м, весом — до 16 кг (среднем — 2—4 кг.). Распространена в реках и озёрах на севере России (в европейской части, Сибири и на Камчатке) и в северных провинциях Канады. Может обитать в полупресной воде заливов Северного Ледовитого океана. Нерестится осенью, в октябре — ноябре. Созревает в возрасте 6-8 лет. Икра светло-желтая, крупная, до 4,0-4,2 мм в диаметре. Рацион чира состоит в основном из донных беспозвоночных.

## Описание
Чир считается ценной промысловой рыбой.
Тело чира широкое, сжатое с боков. Нос толстый, горбатый, выдающийся за нижнюю челюсть; рот маленький. Окрас боков серебристый имеющий золотистый оттенок, спина тёмная, крупная и плотная чешуя. Мечет икру в Енисее и Оби, чаще всего в сентябре, входя в реку уже с довольно развитой икрой. Держится в Оби преимущественно в тихих водах низовья, где и мечет икру, после чего возвращается в море. Питается насекомыми, ракообразными, моллюсками. Продолжительность жизни этой рыбы до 26 лет.
Рыбалка на чира ведётся спиннингом, нахлыстом или поплавочной удочкой. В качестве наживки применяют различные личинки насекомых и самих насекомых, искусственные приманки, мясо моллюсков. В традиционном промысле для ловли щёкура используются ставные и плавные сети.
Чир отличается отличными вкусовыми качествами и незначительным количеством костей. Так как рыба живёт при низких температурах, количество жира достаточно высокое. Чир используется жителями Севера для строганины и сугудая. Классические способы жарки и запекания тоже помогают сделать вкусные блюда. Чир подходит для горячего и холодного способов копчения. Имеет жировой плавник, как и все сиговые.

## Интересный факт
На территории Ханты-Мансийского автономного округа — Югры в Берёзовском районе существует деревня Щекурья, расположенная на правом берегу одноименной реки, название которой в переводе с мансийского языка означает «Река щёкура» или «Река, в которой обитает щёкур».
В российских филологических кругах давно существует спор о правильности написания слова: «Щёкур» или «Щокур», однако по топонимам деревни Щекурья и одноименной реки, можно определенно точно подтвердить, что по этимологии слово «Щёкур» всегда писалось и пишется через «ё».
Между тем, Шурышкарские ханты называют данную рыбу собственным словом «Щохар», а реку в Берёзовском районе Ханты-Мансийского автономного округа — Югры «Щохар-ёхан».